# Chufla (flamenco)
La chufla es uno de los palos del flamenco.  Es un cante, toque y baile descrito como de fiesta, de jaleo, con muchos toques percutidos en el compás, donde la pieza presenta rasgos de desenvoltura, burla, diversión o desahogo del ánimo.
El cante por chuflas se puede considerar un antecedente del cante por bulerías. Esta emparentado con los cantes festeros de Jerez y Cádiz. Paco Senra fue un gracioso bailaor cómico flamenco en chufla.